# 湯浅勲
湯浅 勲（ゆあさ いさお、1951年 - ）は、日本の林業家。
1951年、京都府船井郡日吉町（現：南丹市）生まれ。1970年、京都府立石原高等学校を卒業し、民間企業に就職する。1987年、父親が病気で倒れたため地元に戻り、日吉町森林組合に勤務。2006年日吉町森林組合理事に就任。2009年2月3日『プロフェッショナル 仕事の流儀・第108回「森に生きる、山に教わる」』に出演。

## 出版物

### 著書
- 2007年 - 『日吉町森林組合の痛快経営術』 全国林業改良普及協会 ISBN 978-4-88138-182-3
- 2008年 - 『痛快人材育成術』 全国林業改良普及協会 ISBN 978-4-88138-205-9
- 2010年 - 『集約化の壁はこうしてブチ破れ』 全国林業改良普及協会 ISBN 978-4-88138-237-0

### 編著
- 2007年 - 『実践マニュアル提案型集約化施業と経営』 全国林業改良普及協会 ISBN 978-4-88138-189-2

### 掲載
- 2010年 - 『プロフェッショナル 仕事の流儀Ⅱ 2008-2009』 NHK「プロフェッショナル」制作班 ISBN 978-4-591-11532-9

## 参考資料
- 『プロフェッショナル 仕事の流儀』（NHK総合テレビジョン）2009年2月3日放送
- 湯浅勲 プロフィール[リンク切れ]
- キーパーソン湯浅勲[リンク切れ]